# Gleimenhain
Gleimenhain is een plaats in de Duitse gemeente Kirtorf, Vogelsbergkreis, deelstaat Hessen, en telt 190 inwoners (2006).